# Lientur (PP-60)
El Lientur (PP-60) fue un barco patrullero de la Armada de Chile adquirido al Gobierno de los Estados Unidos en 1947. Construidos durante la Segunda Guerra Mundial para remolcar buques averiados desde las áreas de combate hasta lugares seguros para su reparación, estos patrulleros fueron denominados remolcadores auxiliares, ATA, liberando así a los ATF, remolcadores más grandes y con mayores capacidades, para que continuaran acompañando a la flota. En la Armada de Chile prestó valiosos servicios durante 37 años.

## Historia
Durante la Segunda Guerra Mundial la Armada de los Estados Unidos mandó construir en diversos astilleros 38 ATA de la Clase Sotoyomo. Los ATA fueron remolcadores de alta mar de 835 toneladas de desplazamiento, 44,3 metros de eslora y 10,5 metros de manga que contaban con una dotación de 5 oficiales y 50 marineros y estaban artillados con un cañón de 3”/50 de doble propósito y dos montajes simples con ametralladoras Oerlikon de 20 mm.
Desarrollaban una velocidad máxima de 12,5 nudos. Fueron denominados remolcadores auxiliares, diseñados para remolcar buques averiados desde las áreas de combate hasta lugares seguros para su reparación, liberando así a los ATF, remolcadores más grandes y con mayores capacidades, para que continuaran acompañando a la flota.

## Servicio en la US Navy
Tuvo como lugar de nacimiento el astillero Gulfport Boiler and Welding de Port Arthur (Texas). Su quilla fue puesta en 1944 como ATR-127. Los ATR eran remolcadores con plantas de propulsión a vapor que resultaron ser muy calurosos e incómodos por lo que la Armada americana decidió su cambio por nuevas naves que fueron equipadas con plantas propulsoras diésel eléctricas y a los que se denominó ATA. Por lo anterior, el 15 de mayo de 1944, el ATR-127 fue reclasificado como ATA-200 siendo lanzado al agua en el segundo semestre de ese mismo año. Inmediatamente entró en servicio y fue comisionado al área del océano Pacífico, zona China y Japón, hasta julio de 1946 en que recaló en Mare Island, California, para ser descomisionado.
Durante los años que estuvo al servicio de la Armada americana, obtuvo tres medallas por servicios distinguidos: la American Campaign Medal, la Asiatic-Pacific Campaign Medal y la World War II Victory Medal.

### Hundimiento por el tifón Louise
Es poco conocido el hecho que el ATA-200 fue hundido el 9 de octubre de 1945 en Okinawa por el paso del tifón Louise siendo reflotado el 12 de diciembre del mismo año.
Recién había terminado la guerra entre los Estados Unidos y Japón por lo que en octubre de 1945 permanecían en la isla de Okinawa unos 200.000 soldados, marinos y aviadores en espera de ser trasladados hasta los Estados Unidos. Bruckner Bay, una amplia y abrigada bahía de la costa sureste de la isla, se encontraba abarrotada de naves tipo Victory, barcazas y remolcadores entre los que se encontraba el ATA 200, en espera del embarque de las tropas. El tifón Louise fue una de las más grandes tormentas de las que se tiene registro. El ojo del tifón pasó sobre Buckner Bay donde se suponía que las naves estarían bien resguardadas, pero en lugar de ello recibieron la furia de la tormenta. Vientos con rachas de 140 nudos y olas de 11 metros de altura barrieron con los buques que estaban fondeados en la bahía. Hubo 36 muertos y 150 hombres desaparecieron o fueron heridos; 12 buques fueron hundidos, 32 dañados y 222 varados.

## Servicio en la Armada de Chile

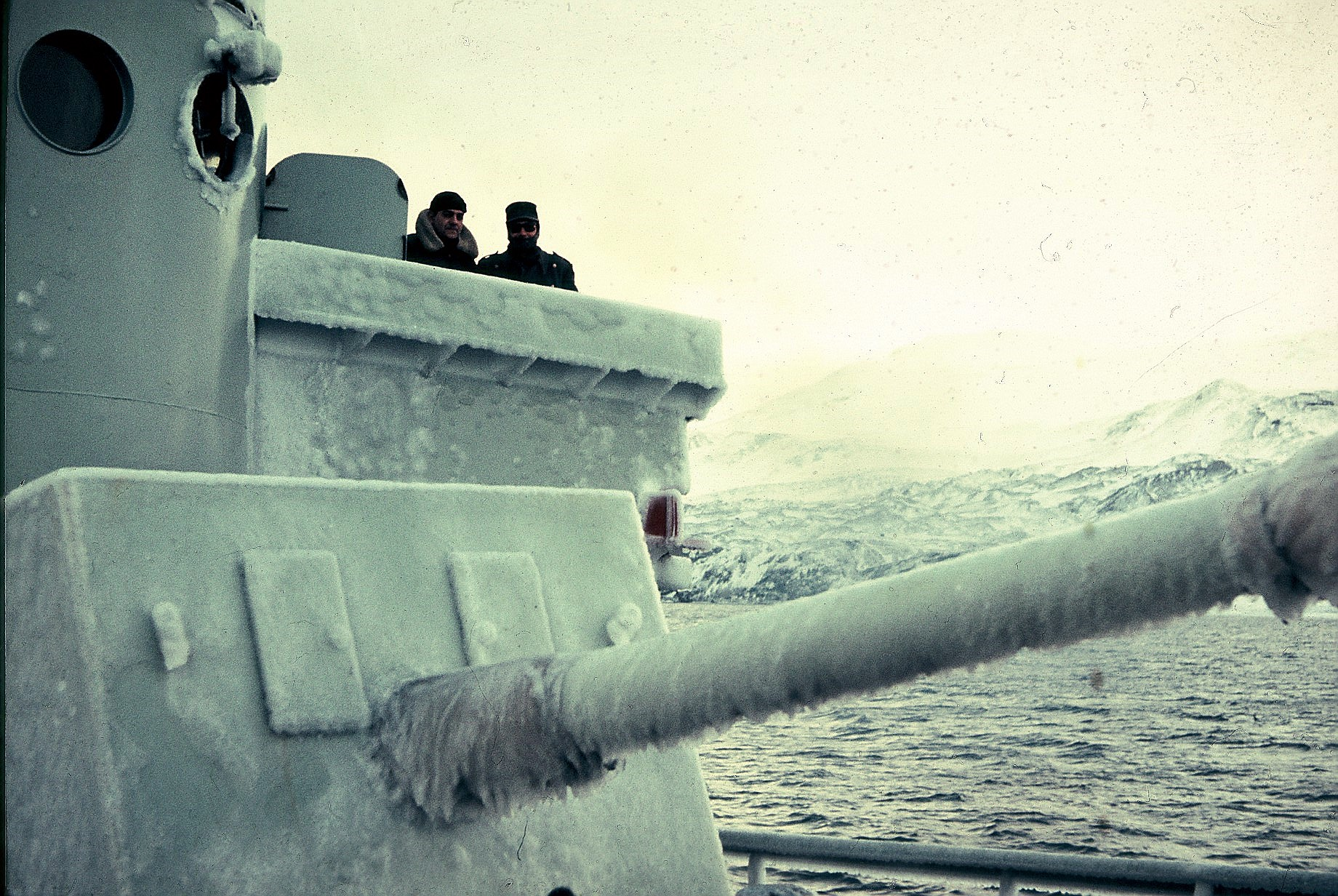
En la Antártida en 1958.

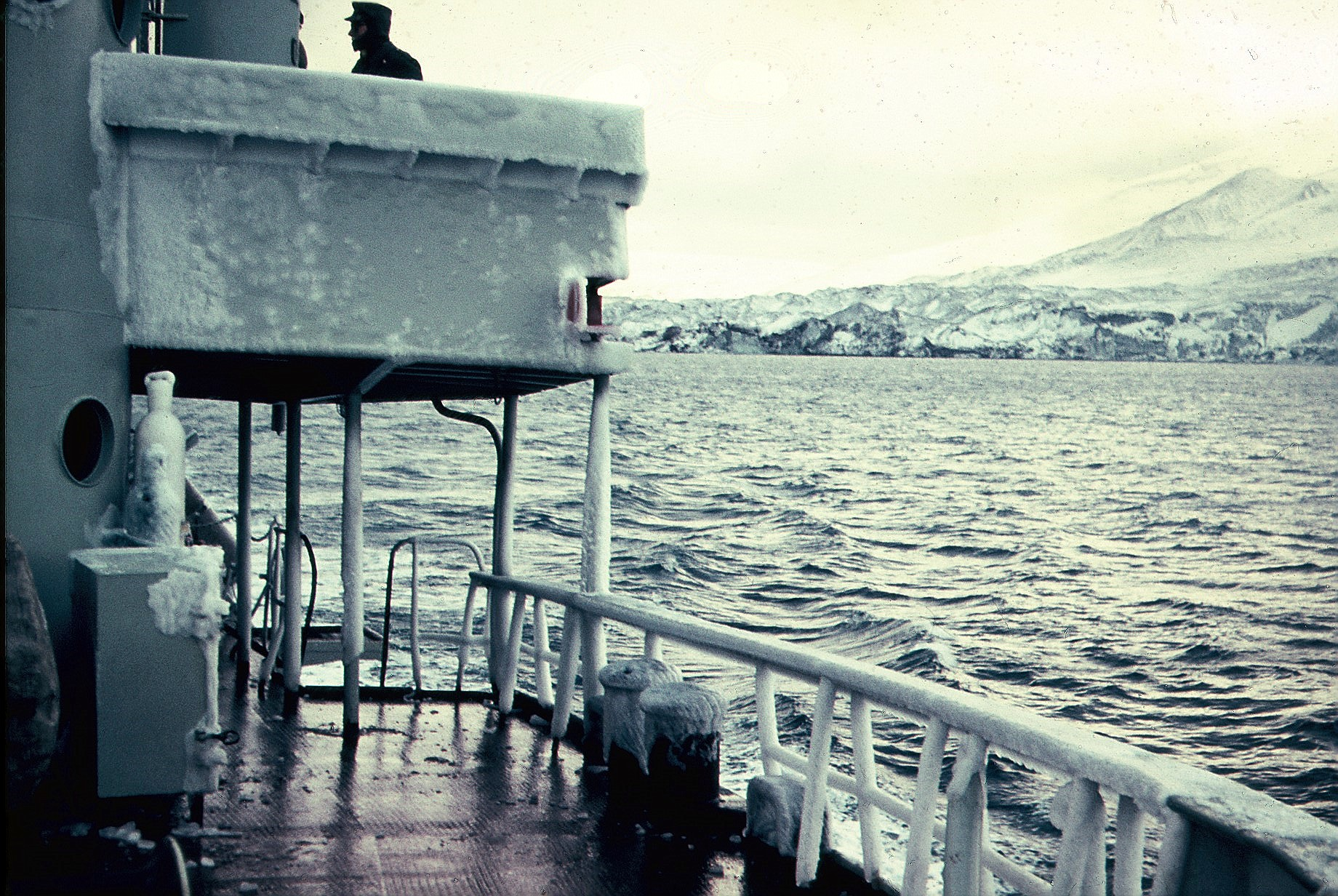
En la Antártida en 1958.

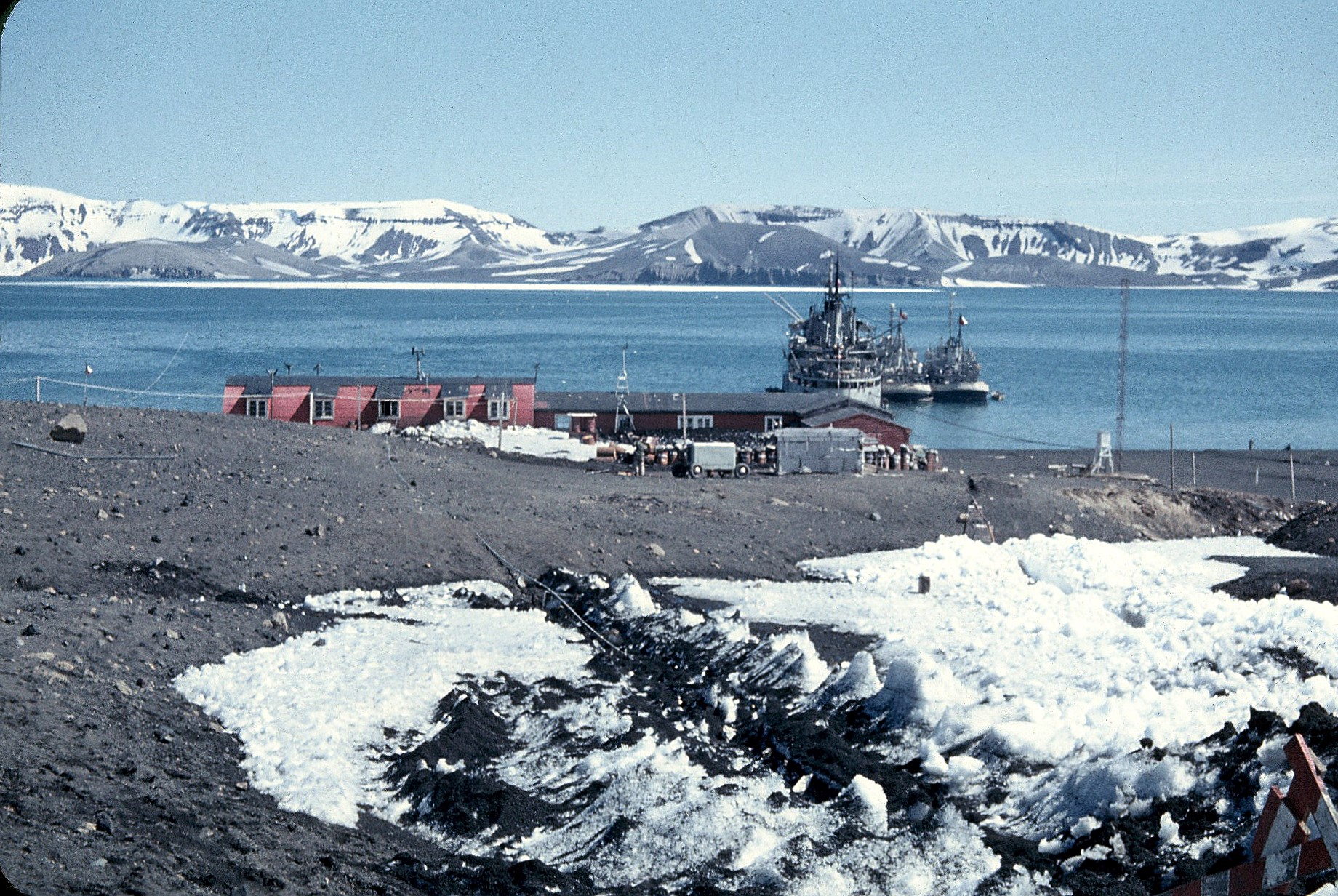
En isla Decepción (Antártida).

Con fecha 29 de septiembre de 1947 el USS ATA-200 fue traspasado a la Armada de Chile pasando a denominarse RAM-3. Su primer comandante fue el capitán de corbeta don Gustavo Cruz Cáceres quién con su dotación permaneció en Mare Island en entrenamiento y alistamiento hasta el 2 de enero de 1948 fecha en que izó oficialmente el pabellón nacional. El día 10 de enero zarpó de Mare Island rumbo a Chile en convoy con la fragata “Iquique” y los RAM 1 y 2, recalando en el puerto de Valparaíso el 11 de febrero de 1948. En Valparaíso fue bautizado como PP-60 "Lientur" en homenaje al cacique araucano que en 1620 le dio la paz a los españoles y que posteriormente, el 15 de mayo de 1629, los derrotó en la batalla de las Cangrejeras.
El "Lientur" realizó innumerables tareas en los mares de todas las zonas Chile, las más significativas fueron:	
- 16 de marzo de 1948 concurrió al salvataje de un avión North American 407 perteneciente a la base de Quintero que se había precipitado al mar.
- Desde abril de 1948 hasta fin de ese año actuó como tender de la Escuela Naval.
- 27 de mayo de 1948 efectuó comisión para remolcar al transporte Magallanes desde Caldera a Coquimbo, Valparaíso, San Antonio y Talcahuano.
- Octubre de 1948 remolcó al transporte Magallanes desde Talcahuano a Coronel, Lota, Laguna Verde y Valparaíso.
- El 28 de diciembre de 1949 a las 04.00 horas tomó el canal Messier navegando por primera vez las aguas correspondientes a la Tercera Zona Naval.
- Enero de 1950 participó en su primera expedición a la Antártica.
- 17 de febrero de 1950 efectuó el salvataje del avión Vaught Sikorsky Nº 311 que se había hundido en Bahía Catalina.
- 3 de mayo de 1950 efectuó por primera vez el abastecimiento del faro islote Evangelistas.
- Octubre de 1951 remolcó la barca Alejandrina desde Punta Arenas hasta San Antonio.
- Julio de 1952 efectuó el salvataje de la M/N Victoria.
- Diciembre de 1952 desvaró el vapor noruego Hektor.
- 1953 efectuó por primera vez abastecimiento del PVS Diego Ramírez.
- Fines de 1954 remolcó la M/N Viña del Mar desde Puerto Edén hasta Puerto Montt.
- Marzo de 1956 participó en el salvataje de la M/N María Elisabeth.
- Marzo de 1957 participó en el salvataje del vapor Punta Arenas.
- Agosto de 1957 en la bahía de Talcahuano desvaró a la M/N Orinoco.
- Marzo de 1958 efectuó comisión a la Antártica para evacuar al personal de la base científica chilena Luis Risopatrón que se había incendiado.
- Diciembre de 1958 rescató al cabo DC Eduardo Muñoz que estuvo aislado desde el 5 al 10 de diciembre en la isla Bartolomé del grupo Diego Ramírez.
- 4 de febrero de 1959 navegando en la Antártica ocurrió una explosión y posterior incendio en el departamento de máquinas teniendo que lamentar la muerte del sargento 1º Armando Muñoz y del cabo Jorge Venegas. Sufrió la rotura de un pistón en el motor diésel de estribor. Fue auxiliado por el ARA Chiriguano y llevado a remolque por el PP Leucotón hasta caleta Péndulo y posteriormente hasta Punta Arenas y Talcahuano.
- Desde el 6 de julio de 1959 hasta abril de 1960 estuvo en reserva formando parte de la agrupación de buques en reserva en Talcahuano.
- Agosto de 1960 apagó incendio y remolcó hasta Punta Arenas al petrolero Nicolás.
- Abril de 1971 remolcó al BT Magallanes que se encontraba al garete a la altura de la isla Wellington.
- Febrero de 1972 en Puerto Natales desvaró la M/N Coquimbo.
- Marzo de 1972 apoyó y posteriormente evacuó al personal de la M/N Arabella que se encontraba varada en puerto Edén.
- 30 de abril de 1985 fue despedido desde el muelle fiscal Arturo Prat de Punta Arenas dando término a 37 años de exitosos servicios a la Comandancia en Jefe de la III Zona Naval.
- 12 de mayo de 1986 fue dado de baja del servicio de la Armada y el 29 del mismo mes y año fue vendido a la firma Shiong Yek Steel Corporation de Corea.

### Significado abreviaturas empleadas
- ATR - Rescue Ocean Tug
- ATA - Auxiliary Ocean Tug
- ATF - Fleet Ocean Tug
- RAM - Remolcador de Alta mar
- PP - Patrullero